# Виљиони (Кунео)
Виљиони је насеље у Италији у округу Кунео, региону Пијемонт.
Према процени из 2011. у насељу је живело 61 становника. Насеље се налази на надморској висини од 516 м.